# Dwór w Bachorzy
Dwór w Bachorzy – zabytkowy, osiemnastowieczny dwór w Bachorzy, w powiecie sokołowskim, w województwie mazowieckim.

## Historia
Dobra sokołowskie na przestrzeni wieków często zmieniały właścicieli, należały m.in. do Radziwiłłów oraz Krasińskich. Najstarsza część klasycystycznego dworu powstała w drugiej połowie XVIII wieku, kiedy właścicielem majątku był Michał Kleofas Ogiński, autor poloneza Pożegnanie Ojczyzny. W następnym stuleciu Bachorza przeszła w posiadanie rodziny Dernałowiczów, by na początku XX wieku należeć, początkowo do Stefana Ciecierskiego, a później do Antoniego Odrowąża-Wysockiego. We dworze urodził się Tadeusz Ciecierski, syn Stefana, podpułkownik kawalerii Wojska Polskiego i kawaler Orderu Virtuti Militari.
Za czasów Odrowąża-Wysockiego dwór przeszedł kapitalny remont. W latach trzydziestych, po nagłej śmierci Wysockiego, posiadłość nabył Teofil Zaleski. Ostatni właściciele zostali przepędzeni z majątku przez sowietów w 1944 roku. Po upaństwowieniu w 1945 r., majątek zajął PGR. W zabudowaniach dworskich mieściły się biura oraz mieszkania pracowników. Dwór, przez lata zaniedbywany niszczał, aż popadł w ruinę. Obecnie w rękach prywatnych.

Do zespołu dworskiego przynależą pozostałości po zabytkowym parku. Do zrujnowanego dworu prowadzi aleja świerkowo-lipowa.

## Architektura
Jest to budynek o środkowej, parterowej części i bocznych piętrowych skrzydłach, zbudowany na planie litery H. Części boczne wieńczą trójkątne szczyty. Pośrodku frontowej elewacji znajduje się czterokolumnowy toskański portyk, dobudowany prawdopodobnie w dwudziestoleciu międzywojennym. Dach kryje blacha.

## Nazwa
Nazwa Bachorza wzięła się od zdarzenia, które ponoć miało miejsce. Pewnej zimowej nocy, na schodach prowadzących do domu, służba znalazła niemowlę. Dzieckiem, które zabrano do dworu, zainteresowała się sama dziedziczka. Chłopiec wychował się w majątku, a gdy dorósł, właścicielka mianowała go zarządcą folwarku. Nieprzychylni młodzieńcowi sąsiedzi zaczęli mówić na posiadłość Bachorza, od zawiniątka-bachora, znalezionego na schodach.

## Klątwa
Według lokalnych podań nad zrujnowanym dworem ciąży przekleństwo, a sam dwór jest nawiedzony. Ponoć przed wybuchem II wojny światowej, w majątku zaczęły się dziać różne, niepokojące rzeczy. Po nocach słychać było tajemnicze odgłosy, a obrazy same spadały ze ścian. Ponadto żonie właściciela regularnie śniły się koszmary. We dworze pojawiały się oraz znikały przedmioty. Podczas wojny ciężko zachorowała i zmarła wkrótce po tym jedna z córek Zaleskiego, a po niej żona, Natalia. W 1943 roku dwie córki, należące tak jak i sam Zaleski do Armii Krajowej, zostały aresztowane. Obie trafiły do obozu zagłady w Treblince, gdzie jedna z nich, Anna została zamordowana. Mąż czwartej z córek Dołęgi-Zaleskiego, Henryk Oleksiak ps. Wichura, dowódca podlaskiego oddziału AK, poległ podczas przeprowadzania podziemnej akcji. Ostatnia z córek, Janina, została aresztowana przez NKWD i zesłana na Syberię.